# Mantenay-Montlin
Mantenay-Montlin är en kommun i departementet Ain i regionen Auvergne-Rhône-Alpes i östra Frankrike. Kommunen ligger  i kantonen Saint-Trivier-de-Courtes som ligger i arrondissementet Bourg-en-Bresse. Kommunens areal är 10,8 km². År 2022 hade Mantenay-Montlin 320 invånare.

## Befolkningsutveckling
Antalet invånare i kommunen Mantenay-Montlin
Referens: INSEE